# Bailian, Hubei
Bailian (kinesiska: 白莲镇) är en köping i Kina. Den ligger i provinsen Hubei, i den centrala delen av landet, omkring 110 kilometer öster om provinshuvudstaden Wuhan. Antalet invånare är 14 885. Befolkningen består av 7 398 kvinnor och 7 487 män. Barn under 15 år utgör 17,0 %, vuxna 15-64 år 70 %, och äldre över 65 år 11,0 %.
Runt Bailian är det tätbefolkat, med 550 invånare per kvadratkilometer. Närmaste större samhälle är Guankou, 11,5 km väster om Bailian. Trakten runt Bailian består till största delen av jordbruksmark.
Genomsnittlig årsnederbörd är 1 868 millimeter. Den regnigaste månaden är juli, med i genomsnitt 305 mm nederbörd, och den torraste är januari, med 48 mm nederbörd.